# Carlos Pérez Moreno
Carlos Pérez Moreno (Algarrobo, Espanya, 13 de juny de 1998), conegut pel nom encobert Juan Carlos Pérez Romero o Juancar, és un agent espanyol infiltrat pertanyent al Cos Nacional de Policia espanyol.
El 14 de maig de 2024 El Salto Diario revelà la seva infiltració en moviments socials, antifeixistes i estudiantils durant dos anys. Superà el procés selectiu per entrar al cos i fou nomenat funcionari de la policia nacional el 7 de maig de 2020 a la XXXIV promoció. La seva infiltració la inicià fent-se passar per un estudiant malagueny i traslladant-se a Madrid on realitzaria un grau de tècnic de reparacions d'aire condicionat al Centre de Formació en Fred i Climatització. Es mudà a un pis que deia ser del seu oncle i que estava situat justament al mateix barri on centralitzava la seva activitat el col·lectiu antifeixista Distrito 14 a Moratalaz. Fou el vuitè cas destapat d'infiltració de la mateixa promoció de policies espanyols en aquells anys. Igual que en el cas de Lucía Rodríguez de Ves —àlies María Peres—, Carlos també començà el novembre de 2020, al gimnàs La Fábrika, de Vallecas (Madrid), on entrenava en Arts Marcials mixtes (MMA). Del gimnàs passaria a freqüentar les assemblees de Distrito 14 on comunicà que estava interessat a participar dels col·lectius i espais de CPK La Bankarrota, lloc habitual de reunió que seria desallotjat el mes de març de 2024.
Tot i que declarava treballar en el sector de la instal·lació d'aires condicionats i penjava fotografies falses a Instagram sobre la seva suposada jornada laboral movent-se en furgoneta, sorprenia els col·lectius amb una disponibilitat horària molt àmplia fins i tot dins de l'horari feiner. Carlos arribà a coincidir fins i tot amb Sergio Gigirey Amado, un altre policia infiltrat anteriorment i amb qui compartí assemblees de Distrito 14 en alguns moments. Els agents infiltrats se sospita que s'anaren repartint les tasques d'espionatge als col·lectius i que es rellevaren quan algun d'ells començà a despertar sospites dins dels col·lectius. Tot i que participava de totes les accions directes, sempre desapareixia just abans que arribés la policia i mai induí a dur a terme cap acció concreta. També formà part d'un dels equips de futbol sala del Mundialito Antirracista de 2021 que organitzava cada any Distrito 14, i era un habitual a totes les convocatòries per aturar desnonaments. Fou amb la revelació de la infiltració de l'agent Sergio Gigirey que es desencadenà també el destapament de Lucía Rodríguez i Carlos Pérez, que desaparegueren abruptament de tots els espais on participaven.